# زدونی
زدونی (به لاتین: Zduny) یک شهر و گمینا در لهستان است که در گمینا زدونه (استان لهستان بزرگ‌تر) واقع شده‌است. زدونی ۶٫۱۲ کیلومتر مربع مساحت و ۴٬۴۹۸ نفر جمعیت دارد.

## خواهرخوانده
شهر کوسناخت خواهرخواندهٔ زدونی هست.